# علیرضا دهقانی
علیرضا دهقانی (زاده ایذه ۱۳۴۵) نماینده حوزه انتخابیه ایذه و باغملک با کسب ۶۵٪ آرا در دوره هشتم مجلس شورای اسلامی و عضو کمیسیون فرهنگی بوده است.
وی در دهه۸۰ به عنوان گوینده محبوب اخبار ورزشی در تلویزیون فعالیت می‌کرد.
او دوران تحصیلات راهنمایی و دبیرستان خود را در شهرستان شیراز گذرانده است.
علیرضا دهقانی فعالیت حرفه‌ای خود در صدا و سیما را با جذب از طریق فراخوان و مصاحبه در مرکز خوزستان از دهه ۶۰ شروع کرده و سپس در مرکز فارس و سمنان مشغول به کار بوده است. 
وی همچنین مدتی مجری برنامه خبر سیاسی بوده است که بنابر ترجیح خود مجددا به رادیو باز می‌گردد و به گویندگی و گزارشگری برنامه‌های ورزشی در برنامه جنگ جوان می‌پردازد.  
وی همچنین به صورت حرفه‌ای به ورزش فوتبال در تیم جم شیراز می‌پرداخته است و بواسطه صدمات وارد شده به زانویش فوتبال را ترک می‌کند .
علیرضا دهقانی برای دوره دوازدهم مجلس شورای اسلامی از حوزه‌ی انتخابیه شهرستان لنجان نامزد شده است. وی دلیل کاندیداتوری خود از این حوزه را ارتباط مستمر بواسطه سکونت خانواده مادری در این منطقه عنوان کرده است.

## فعالیت ها
- نماینده مردم محترم شهرستان ایذه و باغملک درمجلس هشتم شورای اسلامی
- عضو کمیسیون ها و فراکسیونهای مختلف مجلس هشتم
- مشارکت فعال در تصویب وتدوین بودجه سالانه کشور
- بیش از ۲۴ سال فعالیت و سابقه در تمام سطوح صدا وسیمای جمهوری اسلامی ایران
- فعالیت تمام وقت در مراکز صدا وسیمای خوزستان، فارس و سمنان
- فعالیت مدیریتی  واجرای برنامه‌های اجتماعی ،سیاسی و اقتصادی، ورزشی، صنایع ومعادن، طرح و برنامه در شبکه‌های سراسری رادیو و تلویزیون، شبکه‌های ۱، ۲، ۳ و ۵
- معاونت فرهنگی وسینمایی و مدیرعامل تعاونی مسکن مجموعه شهید چمران
- رئیس هیئت مدیره خانه فکر (انجام ۱۲۵ طرح جامع مطالعاتی. تحقیقاتی، پژوهشی، سلامتی بهداشتی، مهندسی، خدمات شهری ، فرهنگی، هنری، ورزشی محیط زیست مبلمان و المان‌های شهری و مدیریت شهری)
- رئیس هیئت مدیره کفش ملی
- رئیس هیئت مدیره ارمغان کالای البرز کشتیرانی جمهوری اسلامی ایران
- رئیس هیئت مدیره کارگزاری بیمه نفت و انرژی
- فعالیت خصوصی در صادرات محصولات پتروشیمی و واردات نهاده‌های خوراکی ودامی و بخش فولاد وکائوچو وفعالیت در کشت و صنعت گلخانه ای
- رئیس هیئت مدیره شرکت ابتکار آفاق جاوید
- مشاور بازرگانی در اموربین الملل شرکت سهند ویسمن
- مدیر عامل شرکت ابنیه سازان پیشرو رایمون
- معاون طرح و توسعه  شرکت هلدینگ پترقیرآژند